# Carlo Maria Marini
Carlo Maria Marini (Genova, 13 marzo 1667 – Genova, 16 gennaio 1747) è stato un cardinale italiano.

## Biografia
Nacque a Genova il 13 marzo 1667. Dopo aver compiuto i propri studi all'Università degli Studi di Torino, intraprese un lungo viaggio nell'Europa del tempo, che lo portò in seguito a trasferirsi a Roma. Qui, sotto il pontificato di Innocenzo XI, riuscì secondo il costume dell'epoca a comprarsi un posto da chierico nella Camera Apostolica e sotto il pontificato di Alessandro VIII divenne uditore di Stanza. Questa usanza venne però interrotta da papa Innocenzo XII il quale respinse tutte le cariche acquistate e restituì ai beneficiari le somme spese, tra cui figurava lo stesso Carlo Maria Marini, il quale venne inoltre ricompensato con il titolo di prefetto della Camera di Sua Santità, titolo concessogli da Clemente XI.
Creato cardinale, venne riservato dapprima in pectore nel concistoro del 29 maggio 1715 e successivamente venne dichiarato ufficialmente nel concistoro del 16 dicembre di quello stesso anno, ricevendo in contemporanea la diaconia di Santa Maria in Aquiro (5 febbraio 1716). Egli ottenne anche una particolare dispensa per aver avuto accesso al cardinalato senza aver preso gli ordini minori (datata 16 dicembre 1715), e ricevendoli il 19 agosto del 1719. Egli non prese parte al conclave del 1721 dal quale emerse eletto papa Innocenzo XIII, ma prese parte a quello del 1724 che elesse Benedetto XIII.
Divenuto prefetto della Congregazione dei Riti e legato in Romagna a partire dall'11 settembre 1726, partecipò al conclave del 1730, che elesse Clemente XII. Optò quindi per la diaconia dei Santi Vito, Modesto e Crescenzia (23 giugno 1738). Successivamente divenne nuovamente legato in Romagna il 15 luglio 1739 e in quello stesso giorno passò alla diaconia di Sant'Agata in Suburra. Partecipò al conclave del 1740 che elesse papa Benedetto XIV e scelse in seguito di passare alla diaconia di Santa Maria in Via Lata. Dal 19 settembre 1746 fu legato ad Urbino.
Morì a Genova il 16 gennaio 1747 e venne sepolto nella chiesa della Santissima Annunziata, meglio conosciuta col nome di Santa Maria del Vasto, amministrata dai Francescani Osservanti.